# Ferrovial

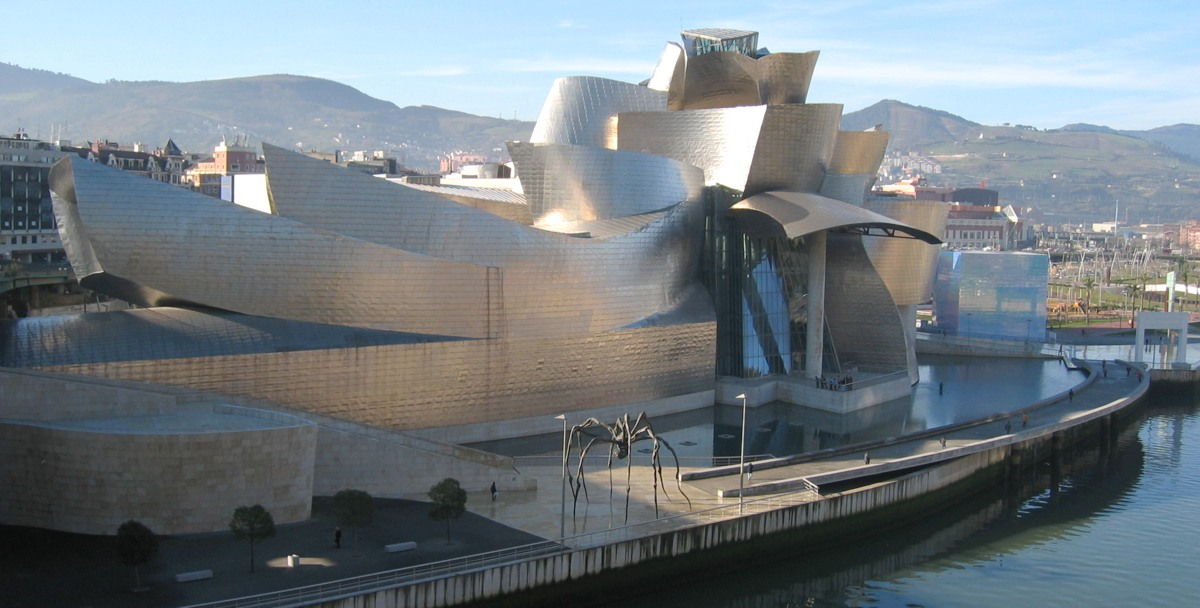
Музей Гуггенхайма в Бильбао

Ferrovial — испанская компания, специализирующаяся на проектировании, строительстве и управлении инфраструктурными объектами. С 2023 года штаб-квартира расположена в Амстердаме (Нидерланды), до этого находилась в Мадриде (Испания).

## История
Основана в 1952 году Рафаэлем дель Пино и Морено (англ. Rafael del Pino y Moreno) как компания по строительству железных дорог (от ferrovial с исп. — «железнодорожный»). В начале 1960-х годов компания начала строительство гидроэлектростанции на реке Силь. Также в начале 1960-х годов был получен первый зарубежный контракт — строительство железной дороги в Ливии, однако основным заказчиком компании оставалось правительство Франсиско Франко. В середине 1960-х годов компания начала строительство платных дорог в Испании. В 1970-х годах Ferrovial расширила деятельность в операции с недвижимостью и коммунальные услуги (вывоз мусора и уборку улиц).
В 1976 году компания начала крупный проект в сфере жилого строительства — застройку района Ковибар (пригород Мадрида), где планировалось сооружение 4400 домов. Однако в это время в Испании начался экономический кризис, что заставило компанию начать искать заказы за рубежом, в таких странах, как Ливия, Мексика, Парагвай и Кувейт; в начале 1980-х годов более трети выручки Ferrovial приносили зарубежные операции. В 1981 году в компании начал работать старший сын основателя Рафаэль Дель Пино. В 1995 году была поглощена конкурирующая строительная компания Agromán. В 1996 году компания построила самое высокое на то время здание в Чили Torre Telefónica Chile, а в 1997 году был завершен самый престижный проект — Музей Гуггенхайма в Бильбао. В 1998 году была создана дочерняя компания Cintra, которой были переданы концессии на управление автомобильными дорогами; также она начала приобретать концессии на управление аэропортами и автомобильными парковками. В 1999 году Ferrovial провела первичное публичное предложение на Мадридской фондовой бирже.
В 2000 году компания приобрела 58,5 % акций польской строительной компании Budimex Dromex и аэропорт Бристоля. Хоакин Аюсо был назначен генеральным директором Ferrovial Group в январе 2002 года. В июне 2002 года Ferrovial приобрела концессию на управление аэропортом Сиднея, крупнейшим аэропортом Австралии. Затем компания расширила деятельность в Великобритании, приобретя в апреле 2003 года Amey plc, британского подрядчика и одну из компаний, отвечающих за содержание Лондонского метрополитена. В мае 2003 года была получена концессия на управление аэропортом Белфаста.
В 2005 году были приобретены техасская компания Webber и швейцарская компания Swissport (наземные службы авиации, продана в 2010 году).
В 2006 году Ferrovial приобрела компанию Heathrow Airport Holdings за 10 млрд фунтов стерлингов, под управлением которой находилось 7 аэропортов в Великобритании, включая Хитроу. По условиям сделки компании пришлось продать свою долю в аэропорту Бристоля компании Sydney Airport Holdings. Затем, в 2007 году, Ferrovial продала долю в аэропорту Сиднея. К 2014 году Heathrow Airport Holdings пришлось продать все аэропорты в Великобритании, кроме Хитроу, в то же время доля Ferrovial в этой компании сократилась до 25 %.
В апреле 2023 года общее собрание акционеров одобрило перенос штаб-квартиры из Мадрида в Амстердам и размещение акций на бирже Euronext Amsterdam.

## Собственники и руководство
Основными акционерами являются члены семьи Дель Пино Кальво-Сотело, в частности Рафаэль Дель Пино (20,56 % акций), Мария Дель Пино (8,26 %), Леопольдо Дель Пино (4,18 %); все трое — дети основателя и входят в число самых богатых миллиардеров Испании.
Председатель совета директоров компании — Рафаэль Дель Пино Кальво-Сотело (Rafael Del Pino Calvo-Sotelo), главный управляющий — Игнасио Мадридехос Фернандес (Ignacio Madridejos Fernández).

## Деятельность
Grupo Ferrovial занимается строительством и управлением коммерческим жильём, развитием инфраструктуры и общественным транспортом. Работает на рынках Европы, Северной и Южной Америки и Австралии. Среди важнейших объектов, построенных Ferrovial — примечательные с архитектурной точки зрения Терминал 4 Мадридского аэропорта и Музей Гуггенхайма в Бильбао.
Численность персонала — 24,7 тыс. человек (2023 год). В 2023 году выручка группы составила 8,51 млрд евро, чистая прибыль — 460 млн евро. Строительство принесло 81 % выручки, управление платными дорогами — 12 %, энергетическая и телекоммуникационная инфраструктура — 4 %, управление аэропортами — 1 %. Основными рынками для компании в 2023 году были США (34 % выручки), Польша (25 %), Испания (17 %), Великобритания (9 %), Латинская Америка (5 %), Канада (2 %).
Это публичная компания, входящая в фондовый индекс IBEX 35. В списке крупнейших публичных компаний мира Forbes Global 2000 за 2023 год Ferrovial заняла 1191-е место.